# مطار ودان
مطار ودان (إيكاو: HL72)، هو مطار مدني يقع على بعد 3 كيلومترات (1.9 ميل) جنوب مدينة ودان بمنطقة الجفرة في ليبيا.